# Volvo C70
Volvo C70 — чотиримісний автомобіль шведської компанії Volvo Cars. Перше покоління надійшло у продаж в 1997 році як купе (випускалося до 2002 року) і кабріолет (до 2005 року). Друге покоління C70 випускається з 2006 року в кузові купе-кабріолет.

## Перше покоління (1996–2005)

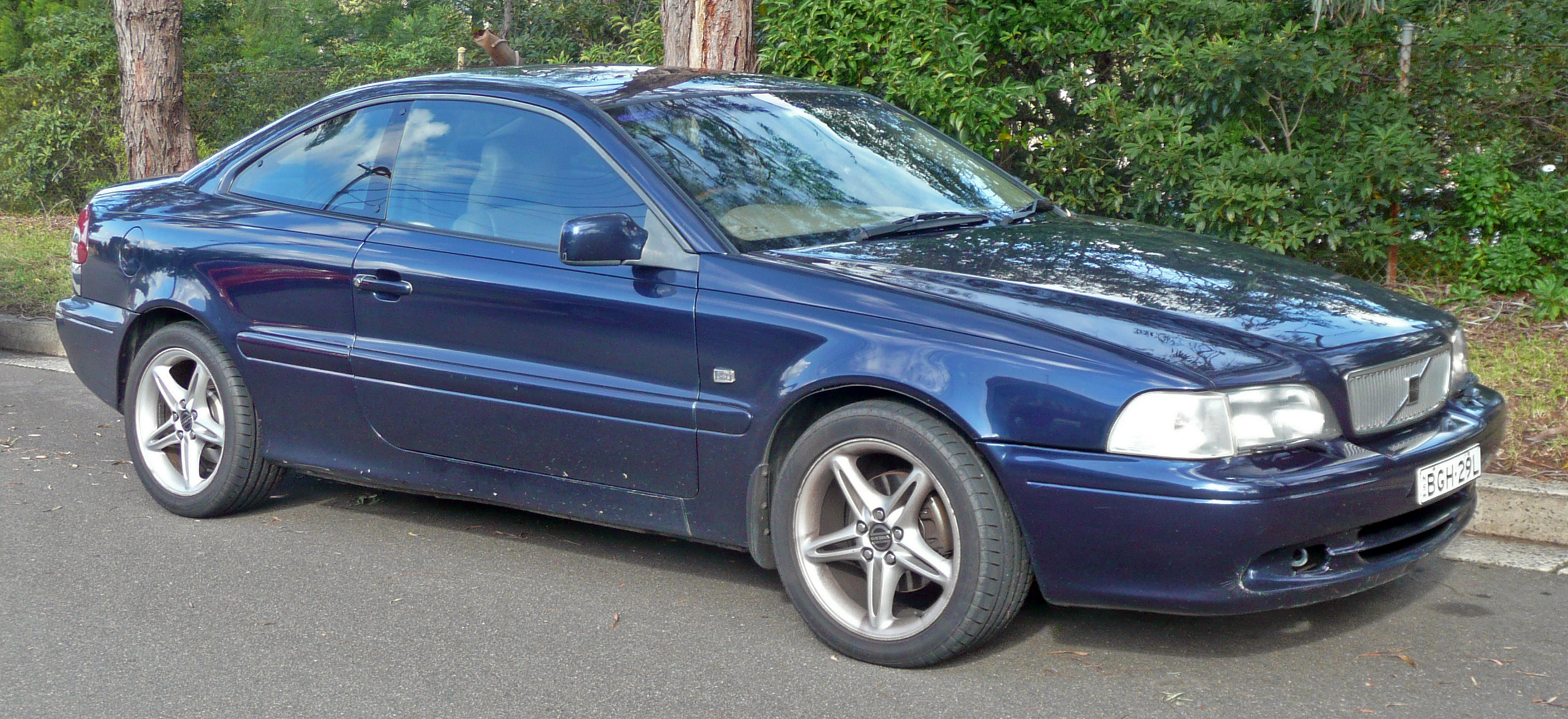
Volvo C70 купе (Typ N, 1997–2002)

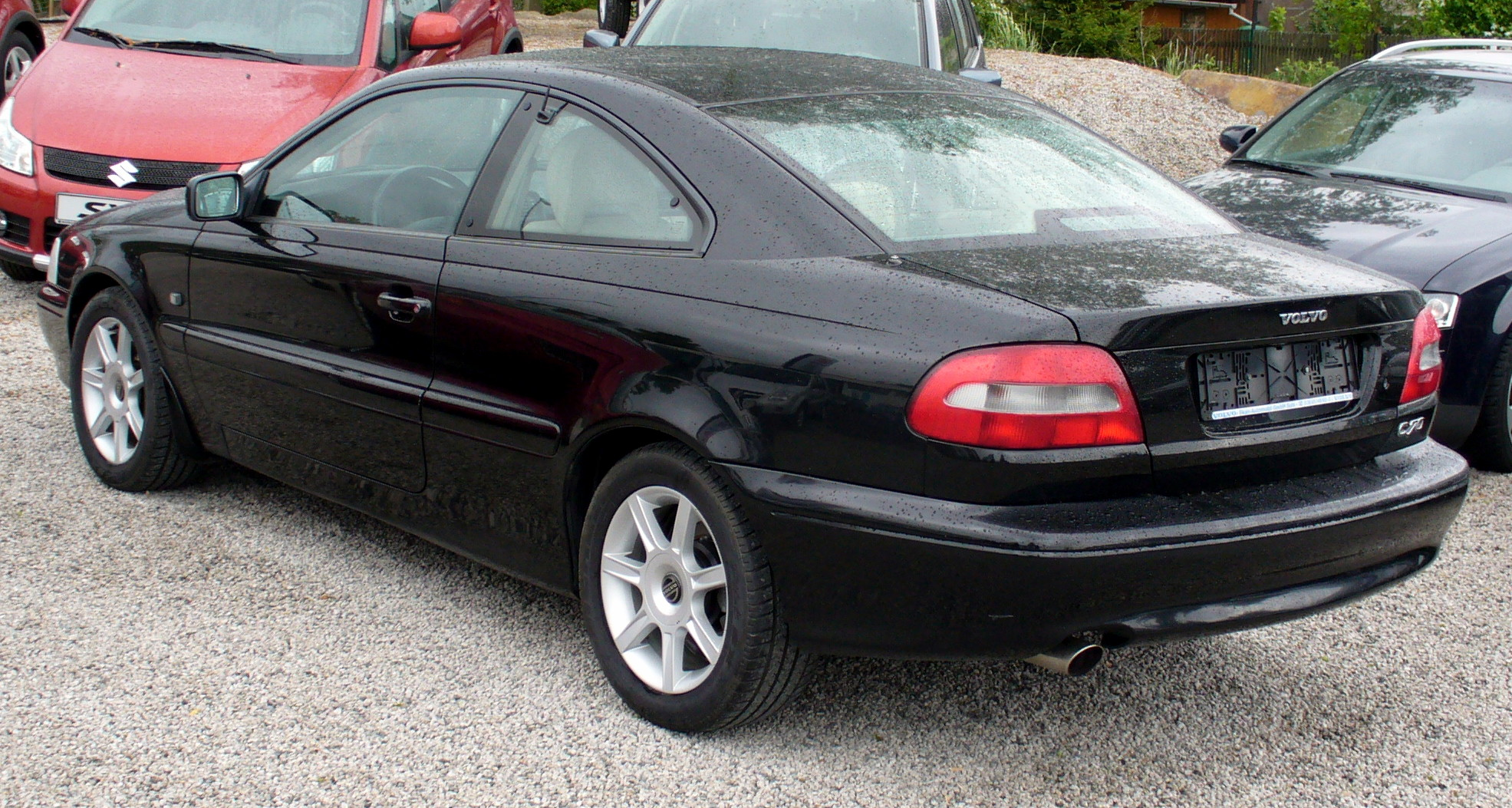
Volvo C70 купе (Typ N, 1997–2002)

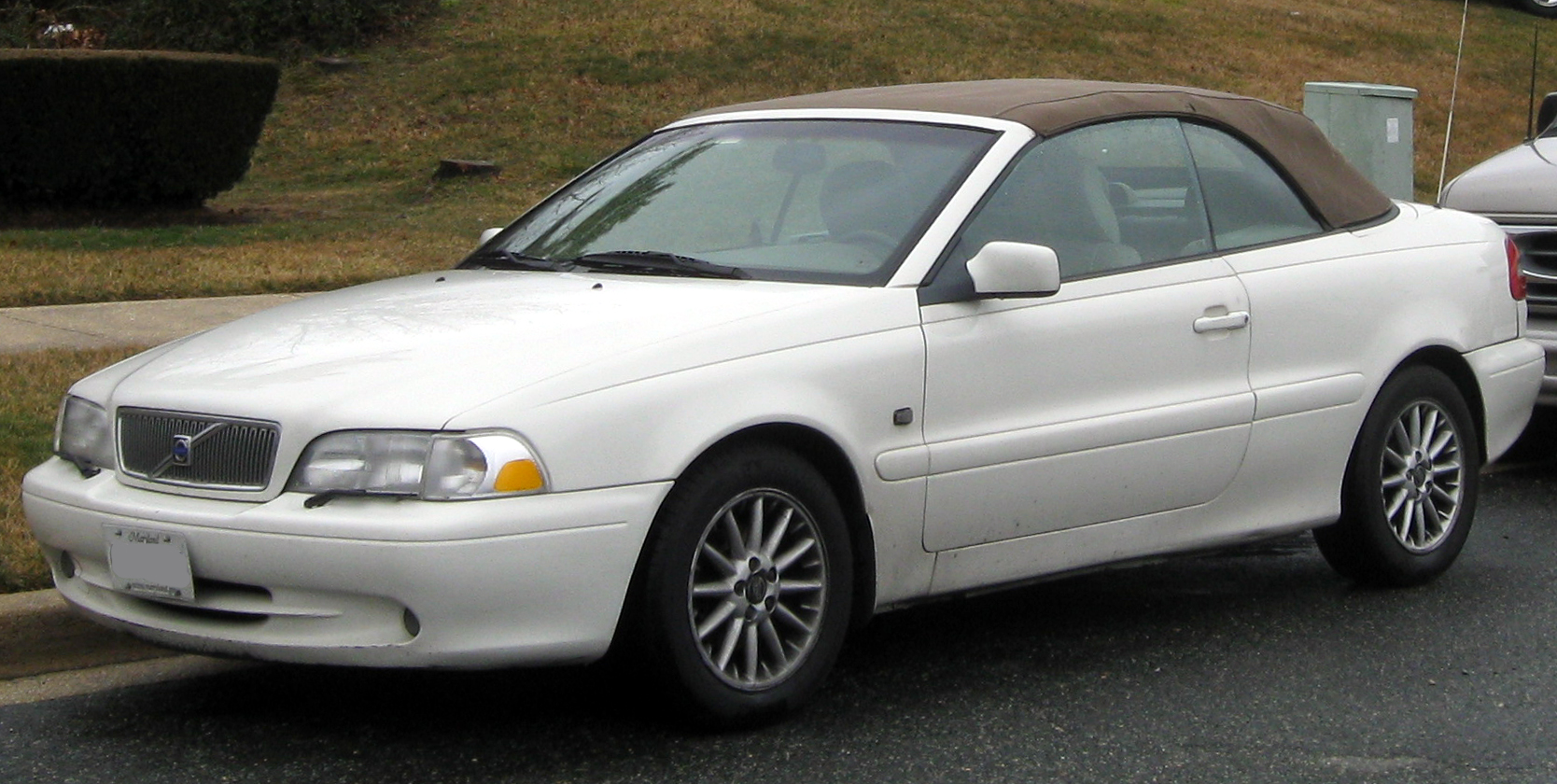
Volvo C70 кабріолет (Typ N, 1999—2005)

Це перше покоління легкових машин Volvo C70, які виготовлялися у двох варіантах кузова: кабріолет (NC (873)) та купе (NK (872)). Дебют автомобіля відбувся в 1996 році у Франції, на Паризькому автосалоні. На ринок машина вийшла 1997 року.
Дизайном цієї моделі займався П. Хорбері, який зумів створити оригінальний та неповторний екстер'єр. Після виходу на ринок C70 I «зламав» всі стереотипи, що склалися з приводу модельного ряду Volvo. Раніше всі моделі шведської компанії виглядали трохи «незграбними».
Конструкція автомобіля створена на базі Volvo 850, відповідно, оснащувалась подібними конструктивними рішеннями.
Мотори від 2,0 до 2,5 літрів, потужністю від 163 до 240 к.с. (в кузові кабріолет до 245 к.с.). В 2002 році випуск в кузові купе був припинений, а кабріолет піддався рестайлінгу, отримавши іншу решітку радіатора і оновлену оптику.
Випуск кабріолета C70 першого покоління продовжувався до весни 2005 року. Загалом за роки випуску було продано близько п'ятдесяти тисяч машин.

### Двигуни
- 2.4 20V B5244S I5
- 2.0T B5204T4 I5 turbo
- 2.4T B5244T I5 turbo
- 2.4T B5244T7 I5 turbo
- T5 2.0 B5204T3 I5 turbo Італія, Португалія і Тайвань
- T5 2.3 B5234T3 I5 turbo
- T5 2.3 B5234T9 I5 turbo

## Друге покоління (2006–2013)

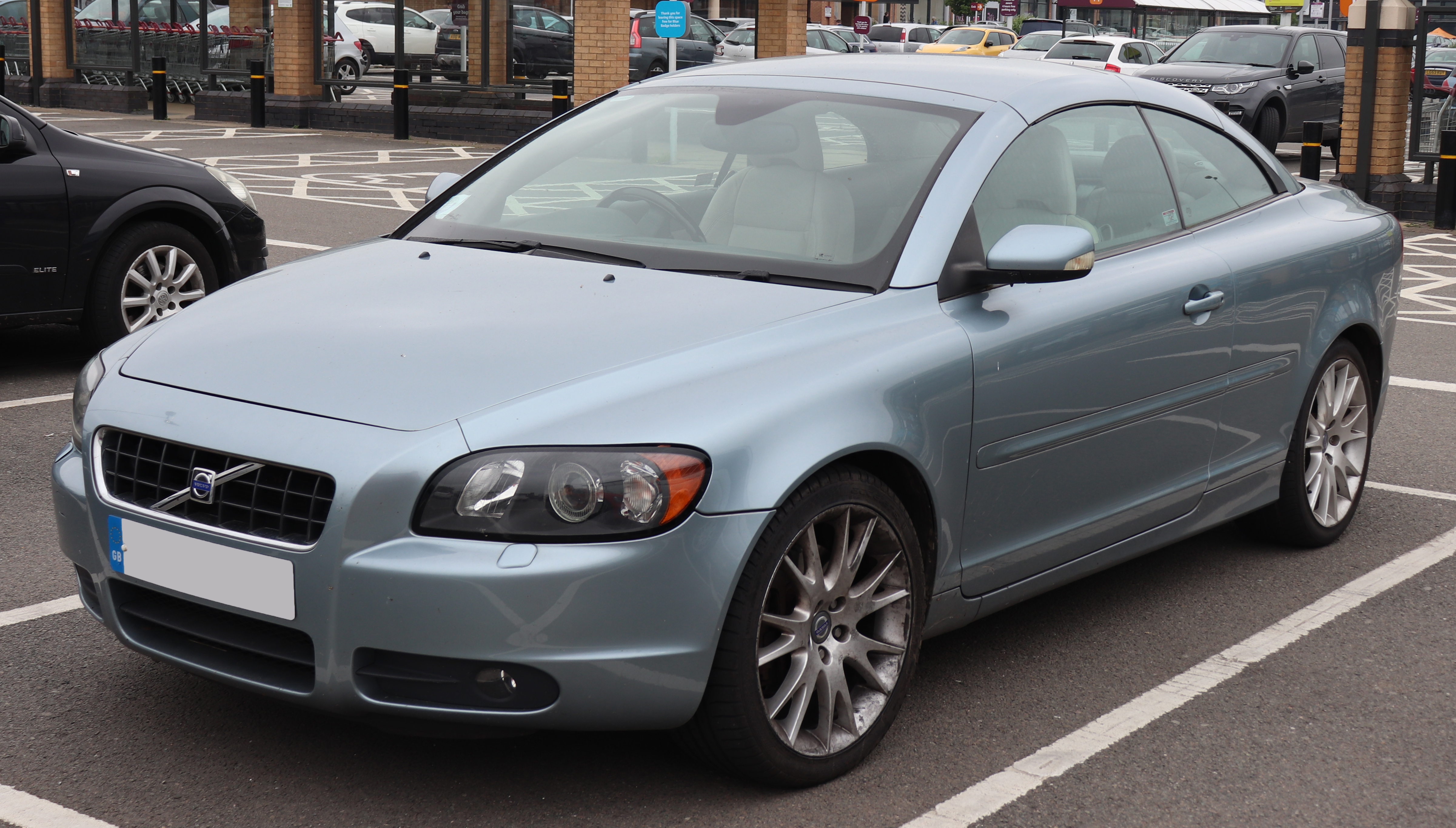
Volvo C70 ІІ (Typ M, 2006–2009)

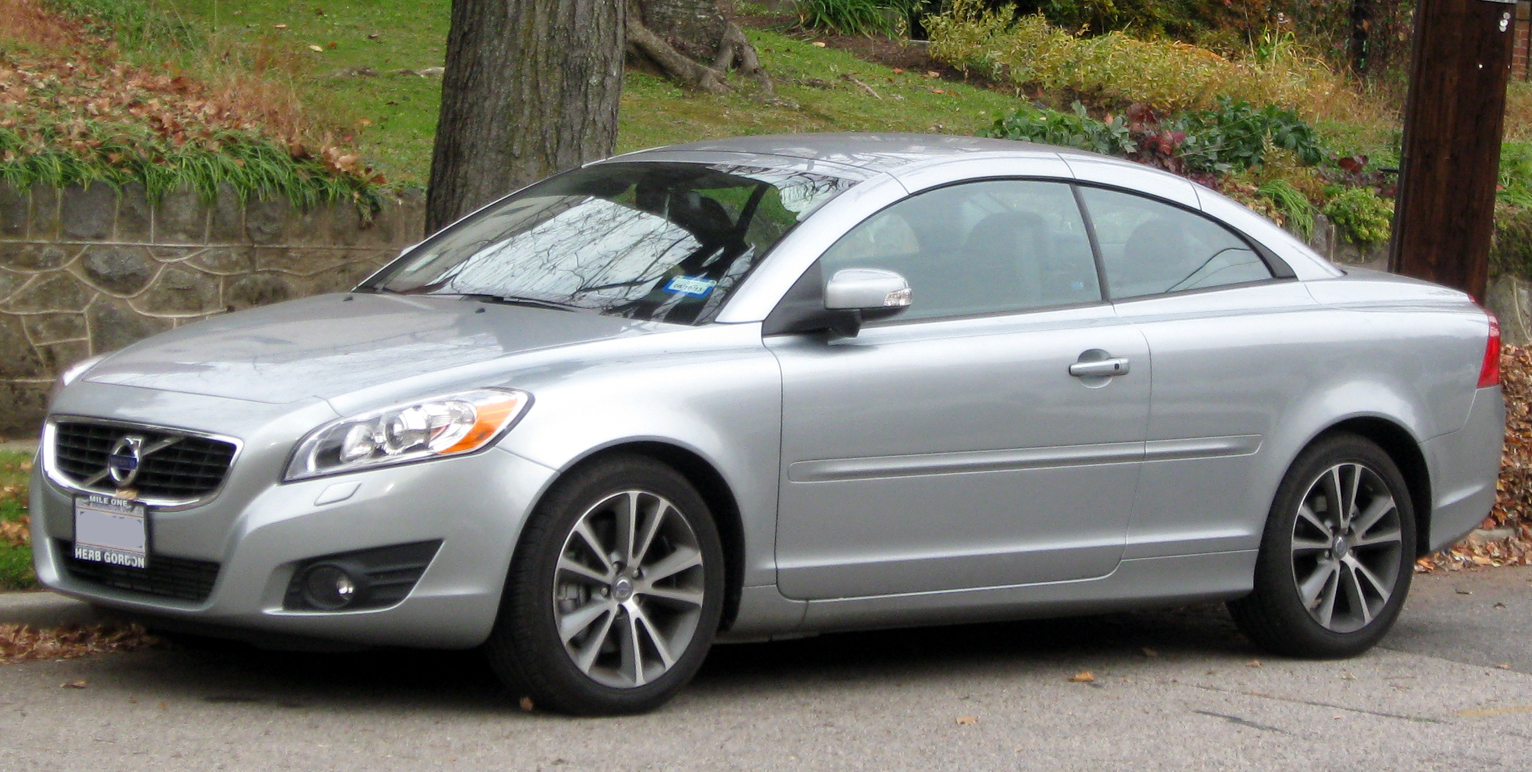
Volvo C70 ІІ (Typ M, 2009–2013)

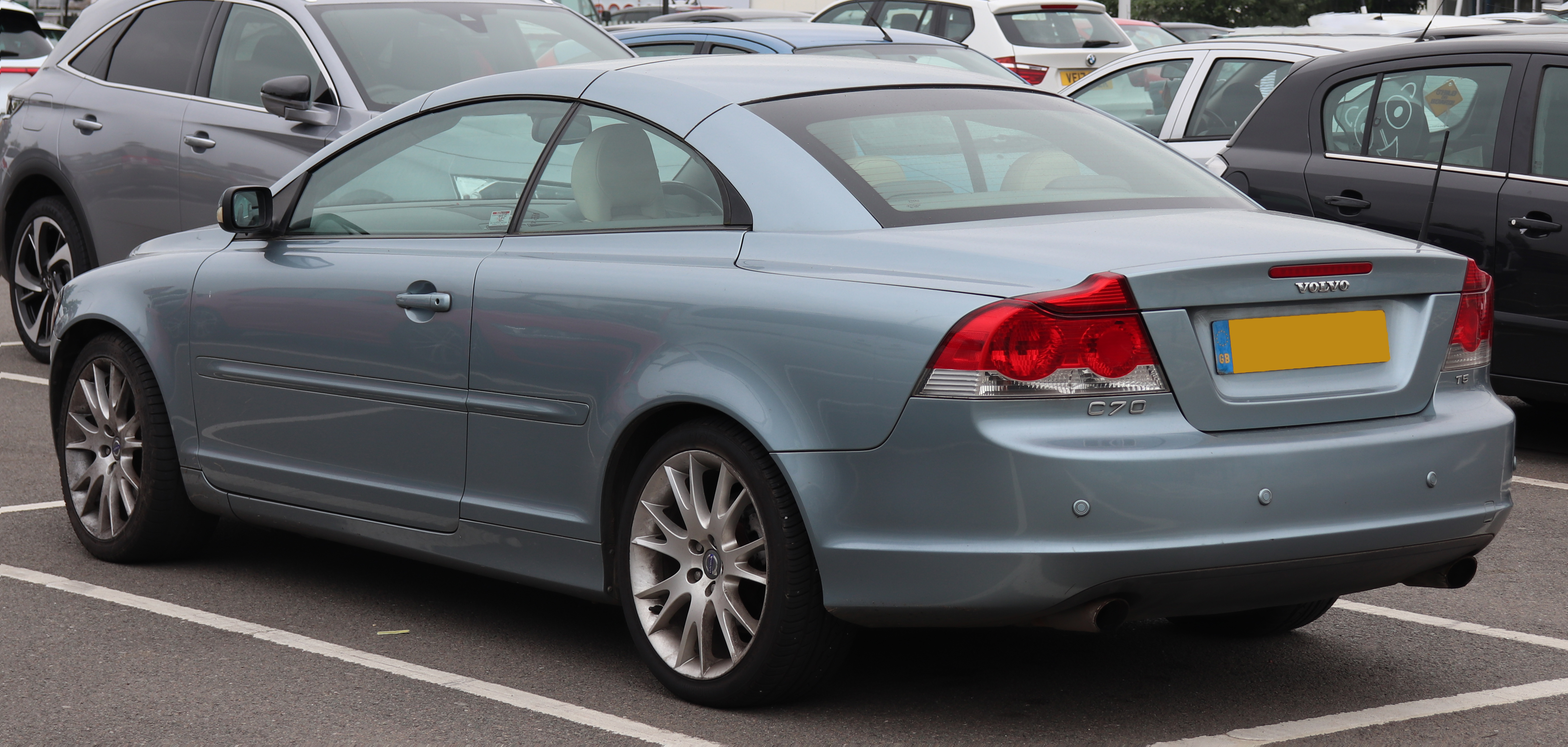

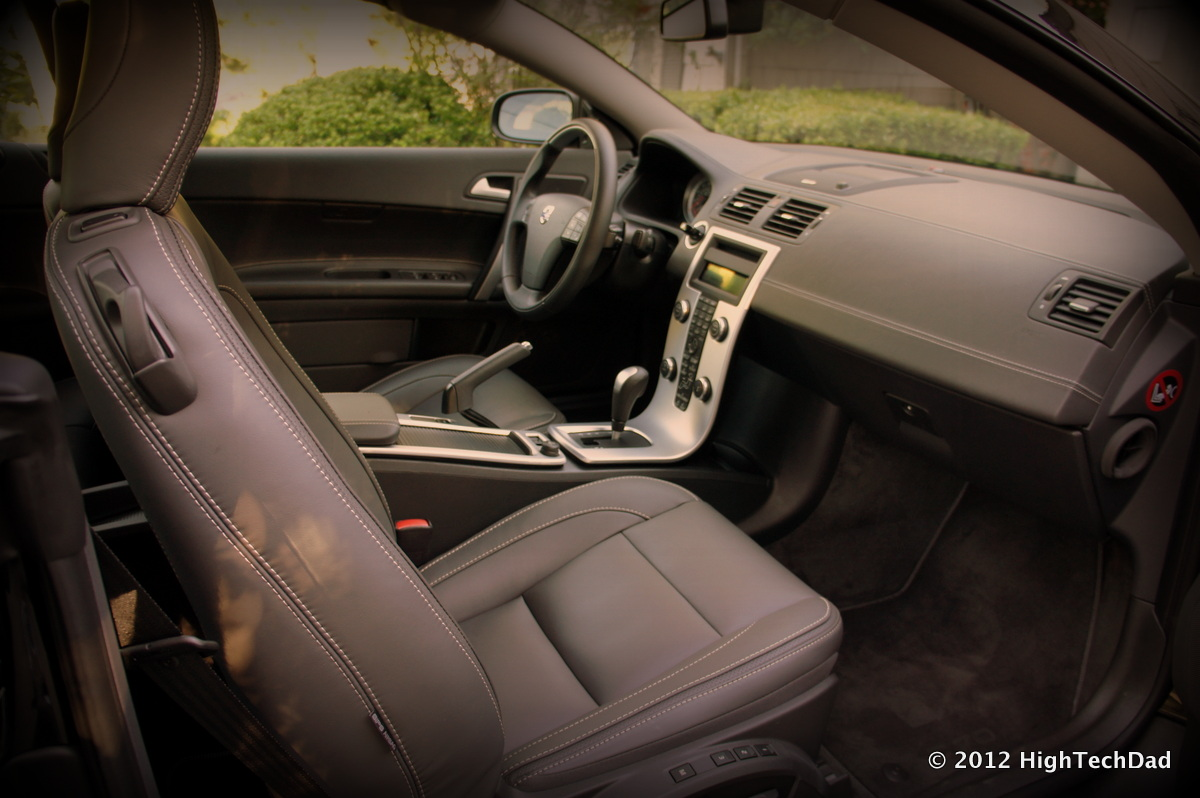

Друге покоління C70 (кодова назва: P15) побудовано на платформі моделі Volvo S40. Випускалося в двох модифікаціях (з моторами 2,4 і 2,5). Модель Volvo C70 Ice White випускається спеціально для ринку Великої Британії.
Незважаючи на скандинавське походження Volvo, динамічною формою кабріолет завдячує італійській студії Pininfarina. З метою підведення C70 до єдиного дизайну Volvo, клиноподібний передній бампер було прикрашено типовою решіткою радіатора. Виразності та сучасності автомобілю додають хвостові LED вогні та опційні ксенонові фари. Пакет «Inscription», окрім підвищення потужності двигуна, запропонує: 18-дюймові литі диски коліс, чорну решітку радіатора з хромованими акцентами та задній спойлер. 
Перелік стандартного обладнання очолює трисекційний дах, який складається та розкривається за менш, ніж 30 секунд. Аудіосистема пропонує вісім динаміків, USB-порт, MP3/WMA програвачі, HD та SiriusXM радіо. Приналежність C70 до Volvo видає велика кількість активних і пасивних елементів безпеки, включаючи фіксатори, які надійно утримують пасажирів на сидіннях при виконанні автомобілем маневрів. 
Замість того, щоб пропонувати масивний перелік опцій або пакетів, компанія передбачила Premier Plus і Platinum комплектації. При комплектації Platinum покупець отримує високоякісну аудіосистему на 12  динаміків з функцією оточення звуком Dolby Pro Logic II. Окрім того, Platinum пропонує, базовану на жорсткому диску, систему навігації з активним 6.5-дюймовим дисплеєм та можливість отримувати інформацію стосовно трафіку у режимі реального часу. Для покращення якості повітря у салоні передбачена система «Interior Air Quality», яка автоматично перекриває зовнішні вентиляційні отвори у разі виявлення шкідливих домішок. 

### Рестайлінг 2009
У 2009 році був проведений рестайлінг Volvo C70, зміни торкнулися передньої частини, яка була виконана в стилі нового S60. Задні ліхтарі отримали світлодіодні смуги. Також змінам піддалися деякі елементи салону. Випускається в декількох модифікаціях (дані на 2013 рік): Т5 (2,5 турбобензиновим, 230 к.с.), D3 (2,0 турбодизель, 150 к.с.), D4 (2,0 турбодизель, 177 к.с.). Спеціально для цієї моделі був представлений ексклюзивний новий колір Flamenco Red Pearl. Кабріолет у продаж на початку 2010 року.

### Двигуни
Бензинові:
- 2435 см3 B5244S4/S5 I5 140/170 к.с.
- 2521 см3 B5254T3/T7 turbo I5 220/230 к.с.

Дизельні:
- 1984 см3 D5204T/T5 turbo I5 150/177 к.с.
- 1997 см3 D4204T turbo I4 136 к.с.
- 2400 см3 D5244T8/T13 turbo I5 180 к.с.